# طرفداری از خودکشی
طرفداری از خودکشی در فرهنگ‌ها و خرده‌فرهنگ‌های گوناگون دیده شده است. کنفسیوس‌گرایان معتقدند شخص باید زندگیش را چنانچه نیاز باشد، چه دلخواه و چه غیر دلخواه، برای دفاع از ارزش‌های اخلاقی رن (ایثار جان) و یی (پرهیزگاری) فدا کند. در ارتش ژاپن و طی جنگ جهانی دوم، سربازان ترغیب و تشویق به انجام کامی‌کازه می‌شدند. باید گفت که جامعه ژاپن به‌طور کل به‌عنوان جامعه‌ای که «خودکشی را تحمل می‌کند» شناخته شده است و این را می‌توان از آمار خودکشی در ژاپن دریافت.

## اینترنت
طرفداران خودکشی از اینترنت بهره فراوان برده‌اند. در پژوهشی توسط بی‌ام‌جی مشخص شد پویش اینترنت به منظور یافتن اطلاعات در رابطه با خودکشی، نتایجی را نشان می‌دهد که فرد را تشویق به انجام این عمل می‌کند یا حتی روش‌های خودکشی آسان را به فرد آموزش می‌دهد. با جود آنکه سایت‌های مدافع خودکشی شمارشان از سایت‌های بی‌طرف یا مخالف خودکشی کمتر است اما دسترسی به آن‌ها بسیار آسان است. نگرانی‌ها از این بابت است که این گونه سایت‌ها ممکن است در فرد، حتی اگر قصدی هم برای خودکشی نداشته باشد، سبب ایجاد افکار خودکشی کنند. عده‌ای پس از یافتن دوستان اینترنتی در اتاق‌های گفتگوی مجازی، اقدام به تشیکل گروه‌هایی برای انجام خودکشی توافقی می‌کنند. بِکِر می‌نویسد: «بزرگ‌سالانی که به خودکشی فکر می‌کنند، چنانچه وارد این گونه وب‌سایت‌ها شوند، دیگر شک و نگرانی‌هایشان در رابطه با خودکشی، پس از ملاقات با افرادی همچون خودشان، از بین می‌رود. از جمله عوامل خطرآفرین در خودکشی و دامن زدن به بحران خودکشی نیز می‌تواند همین فشار هم‌گروهی‌ها و مشارکت‌کنندگان در خودکشی گروهی باشد. حتی در برخی از این اتاق‌های گفتگو برای کسانی که موفق به انجام خودکشی شده باشند، جشن گرفته می‌شود.»
ویلیام فرانسیس ۴۷ ساله از فریبلت، مینه‌سوتا به تاریخ مه ۲۰۱۰ که از ۱۹۹۱ تا فوریه ۲۰۰۹ به کار پرستاری اشتغال داشت، به جرم آنکه در حین تماشاگری جنسی از راه وب‌بین افراد را به انجام خودکشی ترغیب می‌کرد، محکوم شد. وی عامدانه روش‌های خودکشی را به این افراد آموزش می‌داد و به آن‌ها می‌گفت که خودکشی هیچ اشکالی ندارد و اینکه اگر گروهی دست به خودکشی بزنند، به بهشت برین خواهند رفت. وی همچنین به دو مورد اقدام به کمک برای خودکشی در بریتانیا به سال ۲۰۰۵ و کانادا به سال ۲۰۰۸ متهم شد.
طبق قانون سوزی، هر وب‌سایتی که در بر دارنده اطلاعاتی در رابطه با روش‌های خودکشی یا خودکشی کمکی باشد، ممنوع است. برخی قوانین برای ممنوع کردن کار چنین وب‌سایت‌هایی وجود دارند که بیشتر در کشور استرالیا اجرا می‌شوند اما چنین ممنوعیت‌هایی به‌ندرت سبب افزایش آگاهی‌ها نسبت به معقوله خودکشی می‌شوند و این سبب می‌شود داردندگان وب‌سایت‌ها، وب‌سایتشان را در کشور دیگری و در نتیجه تحت قوانین آن کشور، میزبانی کنند.